# Allium forrestii
Allium forrestii — вид рослин з родини амарилісових (Amaryllidaceae); поширений у сх. Тибеті, пд.-зх. Сичуані, пн.-зх. Юньнані (Китай).

## Опис
Цибулини скупчені, циліндричні, діаметром 0.4–0.7 см; оболонка сірувато-коричнева, волокниста. Листки лінійні, коротші від стеблини, 1.5–3(5) мм завширшки. Стеблина зазвичай пурпурово-червона, 15–30 см, циліндрична, вкрита листовими піхвами лише в основі. Зонтик малоквітковий. Оцвітина пурпурова або темно-пурпурова; сегменти від еліптичних до яйцюватих або обернено-яйцювато-еліптичні, 8–13 × 4–4.5 мм.

## Поширення
Поширення: східний Тибет, південно-західний Сичуань, південно-західний Юньнань (Китай).
Населяє луки, гравійні схили; 2700–4200 м